# Luigi Boccherini
 Der er for få eller ingen kildehenvisninger i denne artikel, hvilket er et problem. Du kan hjælpe ved at angive troværdige kilder til de påstande, som fremføres i artiklen.

Luigi Rodolfo Boccherini (født 19. februar 1743, død 28. maj 1805) var en italiensk komponist og cellist.
Han tilhørte klassicismen, men hans musik bar også præg af den galante stil (rokokomusik).
Som mange andre komponister før 1800 komponerede Boccherini meget musik; men i lang tid var han stort set kun kendt for to værker:
- En sats fra Strygekvintet i E-dur (opus 11, nr. 5), den berømte menuet, som er et fremtrædende eksempel på rokokomusik.
- Cellokoncert i B-dur (opus 482), der typisk spilles i en stærkt revideret udgave.

Mod slutningen af 1900-tallet steg interessen dog for andre af Boccherinis værker.
Boccherini var en fremragende cellist og var en af tidens største virtuoser. Han skrev 20 symfonier, 12 koncerter, 400 kirkemusikværker, 2 operaer, og desudenkammermusikværker (bl.a. den berømte Menuet i E-dur, opus 11 nr. 5, Strygekvintet opus 30, nr. 6) og Cellokoncert i B-dur; i alt ca. 500 værker. Hans musik ligner den tidlige wienerklassik: formfast og yndefuld. Mange af Boccherinis kompositioner er påvirket af hans mangeårige ophold i Spanien. Han opfandt tommelfingerpositionen. Blandt mange andre har Jacqueline du Pré indspillet hans cellokoncert.